# La Freixera (Solsona)
La Freixera és una casa de Solsona protegida com a Bé Cultural d'Interès Local.

## Descripció
Edifici entre mitgeres de planta baixa i dos pisos amb façana de carreus de pedra picada, balconades a la planta primera i galeria correguda o solana d'arcs de mig punt a la planta sotacoberta. Aquesta galeria té els arcs suportats per mitjà de pilastres de secció quadrada i cornisa de tipus renaixentista.
A l'interior destaca un conjunt d'arcs apuntats a les parets mitgeres, portes adovellades de comunicació amb els edificis veïns i altres elements com una cuina amb aiguamans amb marc decoratiu i parets de tàpia. L'immoble presenta forts vincles amb els edificis veïns, ja que tot apunta que antigament devien haver estat un sol edifici.